# 하이디 (2015년 영화)
하이디(Heidi)는 독일에서 제작된 알랑 그스포너 감독의 2015년 드라마 영화이다. 브루노 강쯔 등이 주연으로 출연하였다.

## 출연

### 주연
- 브루노 강쯔
- 카타리나 슈틀러
- 옐라 하세

### 조연
- 맥심 메멧
- 피터 로메이어
- 한넬로르 호게르
- 마이클 크랜즈
- 모니카 굽제